# Traupis
Traupis (ryska: Траупис) är en ort i Litauen. Den ligger i den centrala delen av landet, 100 km norr om huvudstaden Vilnius. Traupis ligger 83 meter över havet och antalet invånare är 229.
Terrängen runt Traupis är mycket platt. Runt Traupis är det glesbefolkat, med 20 invånare per kvadratkilometer. Närmaste större samhälle är Kavarskas, 14,5 km sydost om Traupis. Omgivningarna runt Traupis är en mosaik av jordbruksmark och naturlig växtlighet.